# Philipp Lingg

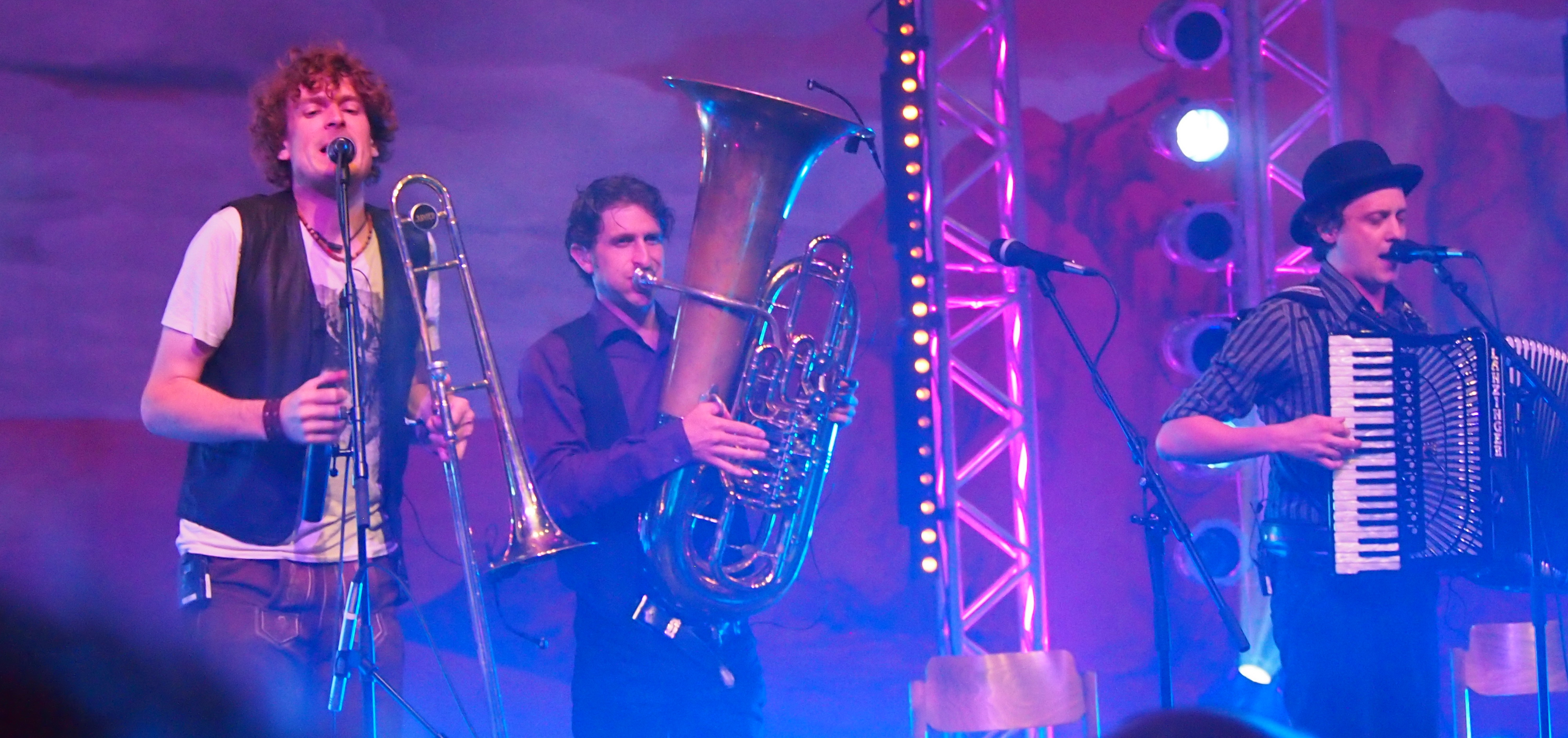
Philipp Lingg (rechts) als Sänger beim Holstuonarmusigbigbandclub (Heimatsound-Festival, 2014)

Philipp Lingg (* 1. Jänner 1984 in Au im Bregenzerwald) ist ein österreichischer Musiker, Komponist und Texter.

## Werdegang
Philipp Lingg wuchs auf in Schoppernau in einer musikalischen Familie auf und wurde auch durch seinen Vater Anton zur Musik geführt. 
Er studierte Musikpädagogik an der Universität Wien.

Lingg schrieb in der 2003 gegründeten Band Holstuonarmusigbigbandclub (HMBC) den Titel „Vo Mello bis ge Schoppornou“, womit er 2012 mit dem Amadeus Austrian Music Award (Song des Jahres) als Komponist und Texter ausgezeichnet wurde.
Im März 2015 zog sich Philipp Lingg aus dem HMBC zurück.
Er spielt in verschiedenen Projekten wie Philipp Lingg & Band (mit Martin Grabher und Christoph Mateka), Anton und Philipp Lingg (mit seinem Vater Anton), Laut:Los, George Nussbaumer & Philipp Lingg (mit George Nussbaumer) oder Finks Linggs (mit Evelyn Fink-Mennel).

## Diskografie

### Alben
- 2007: Querschlager
- 2008: free sin
- 2011: Lieble
- 2012: grüsele live
- 2014: hearad
- 2022: Werkstatt

### Singles
- 2010: Vo Mello bis ge Schoppornou
- 2011: Vorreasso, vorkouft, as louft
- 2011: What Happened to the Edelweiß I Gave You Last Night?
- 2014: Wild West Coast of Austria
- 2020: Allad weitor
- 2022: Über wir
- 2022: Egalien

## Auszeichnungen
- Goldene Schallplatte (Österreich) für 15.000 verkaufte Singles Vo Mello bis ge Schoppornou
- Amadeus Austrian Music Award 2012: „Song des Jahres“ für Vo Mello bis ge Schoppornou